# Четверухин, Николай Фёдорович
Николай Фёдорович Четверухин (5 [17] ноября 1891 — 7 марта 1974) — советский математик-методист и педагог. Академик АПН РСФСР (1955). Заслуженный деятель науки РСФСР (1962).

## Биография
Родился в Ярославле в семье военного врача Фёдора Александровича Четверухина (1855—?).
До 14 лет жил в Ярославле, учился в Ярославской мужской гимназии. В 1915 году окончил физико-математический факультет Московского университета и начал преподавать математику в московском 3-м реальном училище. С 1918 года работал в Иваново-Вознесенском институте народного образования (до 1923); с 1919 — в Московском университете. В 1931 году получил звание профессора и начал преподавать в Московском педагогическом институте; с 1941 года — в Московском авиационном. С 1944 года — доктор физико-математических наук.
Опубликовал более 90 работ. Основные труды относятся к геометрии. В них рассматриваются вопросы аксиоматики евклидовой геометрии и основания геометрии вообще. В своей монографии «Геометрические построения и приближения» (1935) Четверухин указал способы, позволяющие с любой заданной точностью решать задачи, для которых не существует точных методов решения с помощью циркуля и линейки (удвоение куба, спрямление окружности и др.). Занимался исследованием конструктивных постулатов классических инструментов, позиционной и метрической полноты изображения. В области начертательной и инженерной геометрии он разработал новые методы, получил фундаментальные результаты в исследовании основной теоремы аксонометрии, позиционной и метрической полноты изображений (особенно в многомерной геометрии), играющие важную роль как в инженерной графике, так и в практике развития методов геометрических построений в школьном курсе стереометрии..
Похоронен в Москве на Кузьминском кладбище.